# Charles Level
Pour les articles homonymes, voir Level.
Charles Level (né Charles Edmond Gaston Leveel) est un auteur-compositeur-interprète français né le 17 juin 1934 à Cherbourg (Manche) et mort le 23 octobre 2015 à Rueil-Malmaison.

## Biographie
Charles Level débute comme chanteur à la radio en 1958, avant d'intégrer Le Petit Conservatoire de la chanson de Mireille. Avec son groupe les Carnaval's, il enregistre notamment des reprises de chansons à succès comme Brigitte Bardot de Dario Moreno, Retiens la nuit de Johnny Hallyday, Pepito mi corazon de Los Machucambos ou La Marche des anges de Charles Aznavour. Mais c'est en tant que parolier qu'il accède à la notoriété, écrivant pour Mireille Mathieu, Dalida, Charles Aznavour, Marcel Amont, Sacha Distel, Régine, Line Renaud, Yves Duteil ou encore Michel Delpech. Il a également écrit les paroles en français de Je voudrais tant danser (Won't Somebody Dance With Me écrit a Lynsey de Paul) interprété par Martine Tourreil.
Membre de la Sacem pendant plus de cinquante ans, il y dépose, en tant qu'auteur ou compositeur, plus de 1 300 œuvres dont plus de 1 000 chansons et plus de 300 musiques pour le cinéma et la télévision. Il adapte ainsi en français de très nombreux génériques de séries d'animation parmi lesquelles Au pays de Candy et Chapi Chapo
Auteur des paroles de Autant d'amoureux que d'étoiles, interprété par Annick Thoumazeau au concours Eurovision de la chanson 1984, sur une musique de Vladimir Cosma, il compose aussi les livrets de revues pour le Moulin-Rouge, les Folies-Bergère et le Paradis latin.
Son plus grand succès, La Bonne du curé, créé par Annie Cordy en 1974, s'est vendu à plus de 3 millions d'exemplaires.
Invité régulier de l'émission Les Grosses Têtes de Philippe Bouvard, il a été également un proche collaborateur de Jacques Martin, participant notamment  dans les années 1980 à son émission Thé Dansant avec l'orchestre de Robert Quibel où il a chanté les deux plus grands succès composés par Henri Betti : C'est si bon (paroles d'André Hornez) et Maître Pierre (paroles de Jacques Plante).

## Œuvres

### En tant qu'auteur
Note : paroles de Charles Level sauf précisions.

#### Chansons
- 1974 : La Bonne du curé (musique de Tony Montoya et Tony Roval)
- 1980 : Rio et Venise (musique de Tony Rallo)
- 1981 : Bravo, tu as gagné (musique d'ABBA) pour Mireille Mathieu (plus de 200 000 exemplaires vendus), no 10 en France, no 14 en Suède.
- 1984 : Autant d'amoureux que d'étoiles (musique de Vladimir Cosma)

#### Génériques
Pour la Cinq
- Angie, détective en herbe (musique de Vincenzo Draghi)
- Les Aventures de Claire et Tipoune (musique de Carmelo Carucci)
- Les Aventures de Teddy Ruxpin (musique de Carmelo Carucci)
- But pour Rudy (musique de Vincenzo Draghi)
- Charlotte (musique de Carmelo Carucci)
- Cynthia ou le Rythme de la vie (musique de Carmelo Carucci)
- Embrasse-moi Lucile (musique de Giordano Bruno Martelli)
- Flo et les Robinson suisses (musique de Carmelo Carucci)
- Gwendoline (musique de Carmelo Carucci)
- L'Histoire du Père Noël (musique de Carmelo Carucci)
- Karine, l'aventure du Nouveau Monde (musique de Vincenzo Draghi)
- Laura ou la Passion du théâtre (musique de Giordano Bruno Martelli)
- Lutinette et Lutinou (musique de Vincenzo Draghi)
- Susy aux fleurs magiques (musique de Giordano Bruno Martelli)
- Malicieuse Kiki (musique de Carmelo Carucci)
- Max et Compagnie (musique de Carmelo Carucci)
- Le Monde enchanté de Lalabel (musique de Carmelo Carucci)
- Nathalie et ses amis[8],[9] (musique de Carmelo Carucci)
- Le Petit Lord (musique de Carmelo Carucci)
- La Petite Olympe et les Dieux (musique de Vincenzo Draghi)
- Pollyanna (musique de Carmelo Carucci)
- Les Quatre Filles du docteur March (musique de Carmelo Carucci)
- Raconte-moi une histoire (musique de Carmelo Carucci)[9]
- La Reine du fond des temps  (musique de Vincenzo Draghi)[9]
- Le Retour de Léo (musique de Carmelo Carucci)
- Sandy Jonquille (musique de Carmelo Carucci)
- Salut les filles ou Tommy et Magalie  (musique de Massimiliano Pani)[9]
- Supernana (musique de Carmelo Carucci)
- Susy aux fleurs magiques (musique de Giordano Bruno Martelli)
- Théo ou la Batte de la victoire (musique de Massimiliano Pani)
- Le Tour du monde de Lydie
- La Tulipe noire (musique de Carmelo Carucci)
- Vas-y Julie ! (musique de Carmelo Carucci)
- Une vie nouvelle (musique de Massimiliano Pani)

Autres chaînes
- 1983 :  Les Aventures de Winnie l'ourson[10]

#### Spectacles
- 1976-1980 : Parisline, revue de Line Renaud, Louis Gasté, Casino de Paris

- 1987 : Folies en folie, revue de Michel Gyarmathy et Hélène Martini, musique de Pierre Porte, Folies-Bergère

## Filmographie
- 1964 : L'Amour médecin, téléfilm de Monique Chapelle d'après Molière : le marchand d'orviétan
- 1974 : Femmes Femmes, de Paul Vecchiali : le livreur
- 1983 : En haut des marches, de Paul Vecchiali